# Comuna de Puławy
Puławy (polaco: Gmina Puławy) é uma gminy (comuna) na Polónia, na voivodia de Lublin e no condado de Puławski. A sede do condado é a cidade de Puławy.
De acordo com os censos de 2004, a comuna tem 11 157 habitantes, com uma densidade 69,4 hab/km².

## Área
Estende-se por uma área de 160,81 km², incluindo:
- área agricola: 51%
- área florestal: 35%

## Demografia
Dados de 30 de Junho 2004:
|                      | Total   | Total | Mulheres | Mulheres | Homens  | Homens |
| -------------------- | ------- | ----- | -------- | -------- | ------- | ------ |
|                      | pessoas | %     | pessoas  | %        | pessoas | %      |
| População            | 11 157  | 100   | 5707     | 51,2     | 5450    | 48,8   |
| Densidade (pop./km²) | 69,4    | 100   | 35,5     | 35,5     | 33,9    | 33,9   |

De acordo com dados de 2002, o rendimento médio per capita ascendia a 1364,25 zł.

## Subdivisões
- Anielin, Borowa, Bronowice, Dobrosławów, Gołąb, Góra Puławska, Janów-Sosnów, Jaroszyn, Kajetanów, Klikawa, Kochanów, Kolonia Góra Puławska, Kowala, Leokadiów, Łęka, Matygi, Niebrzegów, Nieciecz, Opatkowice, Pachnowola, Piskorów, Polesie, Skoki, Smogorzów, Tomaszów, Wólka Gołębska, Zarzecze.

## Comunas vizinhas
- Dęblin, Gniewoszów, Policzna, Puławy, Przyłęk, Ryki, Żyrzyn